# Ilja Popow
Ilja Gieorgijewicz Popow (ros. Илья́ Гео́ргиевич Попо́в, ur. 1905, zm. 1992) – radziecki działacz partyjny i państwowy.

## Życiorys
Od 1927 należał do WKP(b), od 1940 do stycznia 1941 był III sekretarzem, a od 13 stycznia 1941 do 1942 II sekretarzem Komitetu Obwodowego WKP(b) w Czkałowie (Orenburgu). Od czerwca 1942 do 17 lutego 1944 był przewodniczącym Komitetu Wykonawczego Czkałowskiej Rady Obwodowej, od lutego do lipca 1944 organizatorem odpowiedzialnym Zarządu Kadr KC WKP(b), od lipca 1944 do 16 marca 1948 I sekretarzem Komitetu Obwodowego WKP(b) w Kałudze, a 1948-1950 dyrektorem fabryki w Czkałowie. W latach 1950–1953 był przewodniczącym obwodowego komitetu radioinformacji w Czkałowie, 1953-1954 zastępcą szefa obwodowego zarządu kultury w Czkałowie, a 1954-1955 I sekretarzem Pawłowskiego Komitetu Rejonowego KPZR w obwodzie czkałowskim (orenburskim).